# Vilhelms Purvītis

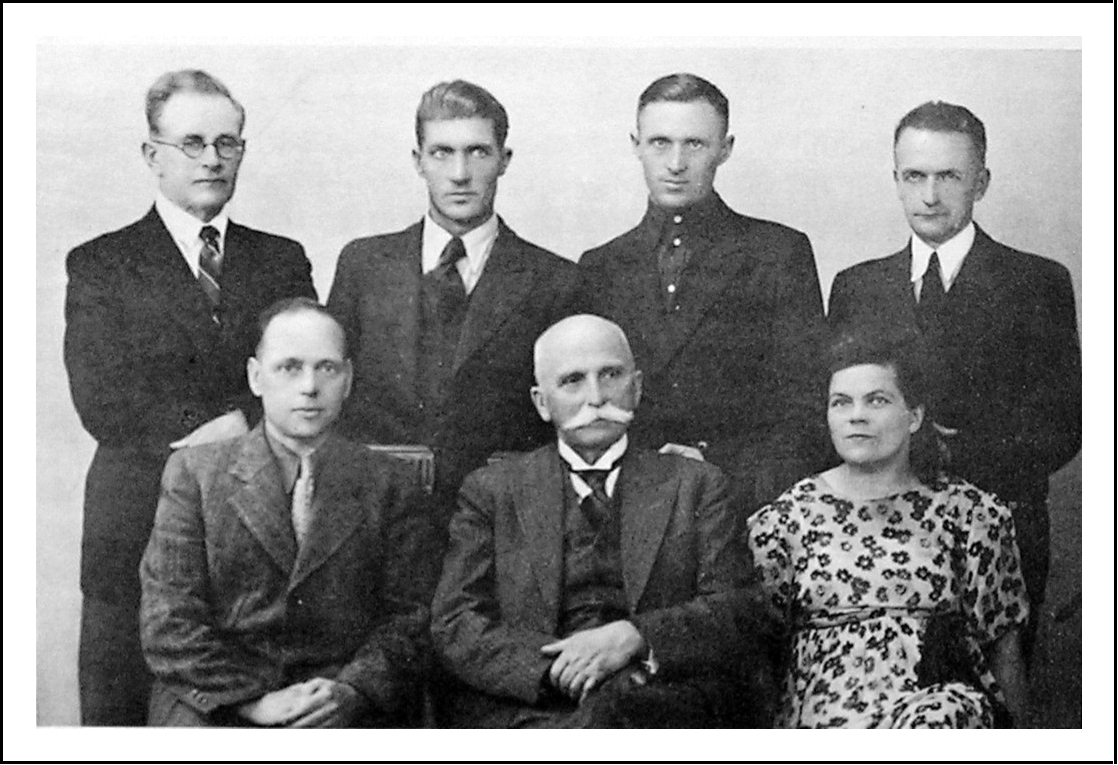
Membres de l'Académie d'art de Lettonie en 1942. Purvītis est assis au centre.

Vilhelms Purvītis est un peintre letton né le 3 mars 1872 à Zaube et mort le 14 janvier 1945 à Bad Nauheim. Il est le premier recteur de l'Académie des beaux-arts de Lettonie et fait partie de son premier corps enseignant.

## Biographie
Vilhelms Kārlis Purvītis est né à la maison "Jauži" de la paroisse de Zaube (Jaunpils) dans le faubourg de Riga en Lettonie sous Empire russe. Il commence sa scolarité à l'école paroissiale de Jaunpils, puis, après le déménagement de la famille dans le gouvernement de Vitebsk en Biélorussie, à l'école municipale de Drisa jusqu'en 1888. Après le retour à Vidzeme, Purvītis met de l'argent de côté pendant deux ans, travaillant dans le moulin de son père dans la paroisse de Smiltene. En 1890, il est admis comme auditeur libre à l'Académie russe des beaux-arts de Saint-Pétersbourg où lors de ses études il s'est spécialisé dans le paysage. Il se rapproche de Janis Rozentāls et Johans Valters. Il y a appris à travailler dans l'atelier d'après les esquisses faites en plein air. La dernière année, il travaillait dans l'atelier de Arkhip Kouïndji dont les œuvres l'ont beaucoup inspirées par son effet de perspective et le jeu de lumières. À cette époque, il étudiait également la technique des grands classiques russes comme Fyodor Vassiliev et Isaac Levitan. Il obtient une médaille d'or à la fin de ses études en 1897.
En 1898, avec Janis Rozentāls et Johans Valters, il part pour l'Allemagne, puis en France et à l'Autriche-Hongrie. Sa peinture de fin d'études "Les derniers rayons de soleil" (1897) a été primée aux expositions à Paris et à Munich ainsi qu'à l'exposition internationale à Lyon. De retour à Riga en 1899, il donne des cours particuliers.
Après la révolution de 1905 et les événements de 1906, il part à Réval (Tallinn) où il obtient le poste de professeur de dessin à l'école royale de la ville. De cette époque datent ses premiers tableaux de vues de ville (Réval dans le brouillard/"Rēvele miglā"). 1909, il devient directeur de l'école des beaux arts de Riga. Parmi ses élèves sont Emīlija Gruzīte, Romans Suta, Jēkabs Kazaks et Valdemārs Tone. La même année, il effectue le voyage à Spitzberg et au Cap Nord. Après la déclaration de guerre en 1915, l'école déménage ses locaux à Petrograd et en 1916 ferme ses portes. Après la Révolution russe de 1917, Purvītis part pour la Norvège où, à Oslo, il organise sa première exposition personnelle.
En 1918, il retourne à Riga sous occupation russe. En 1919, il devient directeur du Musée national des arts de Lettonie. 1919-1944, il est professeur à la faculté d'architecture de l'Université de Lettonie, en 1919-1934, recteur à l'Académie des beaux-arts de Lettonie. Il organise plusieurs expositions en Europe pendant cette période. Après l'occupation allemande en 1940, il est licencié de son post au musée national des arts. En 1942, a lieu sa dernière exposition personnelle à Riga. À la fin de la Seconde Guerre mondiale en 1944, il part en exil, en perdant une partie des peintures qu'il emporte avec lui dans l'incendie à Jelgava. En passant par Liepāja il atteint Dantzig. Plusieurs centaines de ses œuvres transportées par bateau à destination de Königsberg disparaissent sans traces ce qui l'afflige davantage encore. L'artiste meurt le 14 janvier 1945 à Bad Nauheim. En 1994, sa dépouille est rapatriée en Lettonie, il repose désormais au Cimetière de la Forêt à Riga.

## Style
Dès son tableau de fin d'études en 1897 Purvītis a une préférence nette pour le paysage pour lequel il choisit les motifs locaux et nationaux reconnaissables dans leur aspect nordique, empreints d'esthétique néoromantique. La neige, le gel et le dégel y prévalent sur les paysages d'été. Il préfère modeler dans son atelier un tableau qui synthétisait les nombreuses esquisses faites lors des séances en plein air. Le plus souvent il peint à l'huile ou à l'aquarelle, en utilisant quelquefois d'autres techniques graphiques pour les détails comme les troncs d'arbres, le relief, les cours d'eau. La structure verticale perceptible, très classique, pendant cette période, y est associée à l’influence du style Art nouveau dans les lignes asymétriques et la perspective en vagues. Les reproductions de ses œuvres avec les critiques élogieuses apparaissent dans les périodiques russes comme Mir iskousstva (Мир искусства), allemandes (Die Kunst), anglaises (The Studio) de l'époque (1899).
À partir de 1905, on perçoit chez Purvītis les influences de l'impressionnisme, dans la mosaïque des couleurs alternant les contrastes chauds et froids par petites touches. La facture épaissie du trait par endroits en témoigne également. Tout en se tournant vers les sujets plus matériels comme les vues des villes et les bâtiments, le peintre les fait fondre dans le jeu de lumières. Puis, vers 1910, il retourne dans une certaine mesure au néoclassicisme. La structure octogonale de ses tableaux se remarque davantage et les contours se font plus nets. Dans ses paysages, il tend vers de larges panoramas accentuées par les plans horizontaux de ciel, terre et plans d'eau.
Pendant la période entre les deux guerres, sa peinture devient plus décorative, tout en gardant ses caractéristiques reconnaissables. La couleur et les contrastes s'accentuent. Les vagues caractéristiques de l'Art nouveau laissent la place à la perspective verticale ou en zigzag. Purvītis consacre encore beaucoup de temps à l'étude des œuvres impressionnistes notamment celles de Paul Cézanne. Il fait beaucoup d'études expérimentales qu'il n'expose pas au public. Quelques-uns de ses tableaux tendent aussi vers l'expressionnisme. Dans son iconographie, apparaissent les sujets plus prosaïques comme les stations balnéaires, les ruelles, les détails de la vie portuaire. À cette époque Purvītis occupe successivement les postes de directeur du musée et de recteur d'Académie des Beaux Arts. Il s'occupe de l'atelier de peinture paysagée dont les élèves garderont l'influence de ce qu'on appelle dans l'histoire de l'art letton l'école de Purvītis (Purvīša skola).

## Galerie

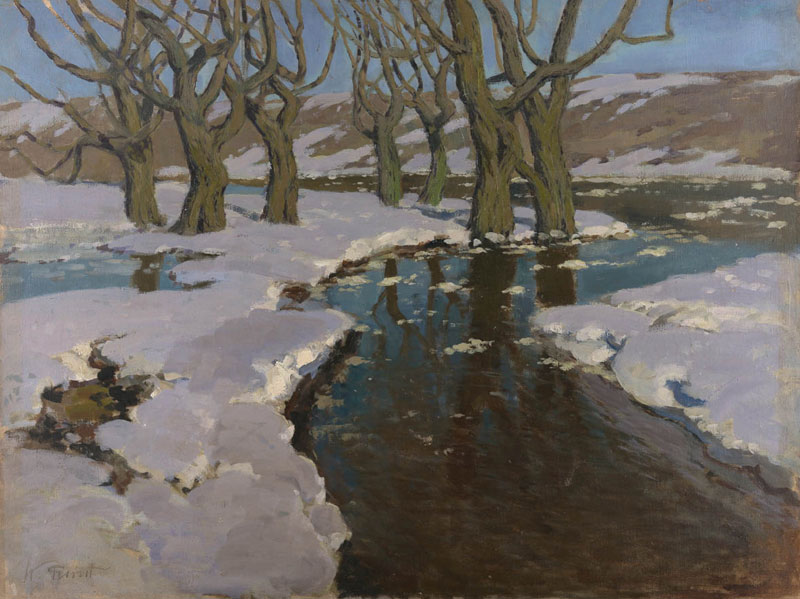
Début de printemps 1898 – 1899
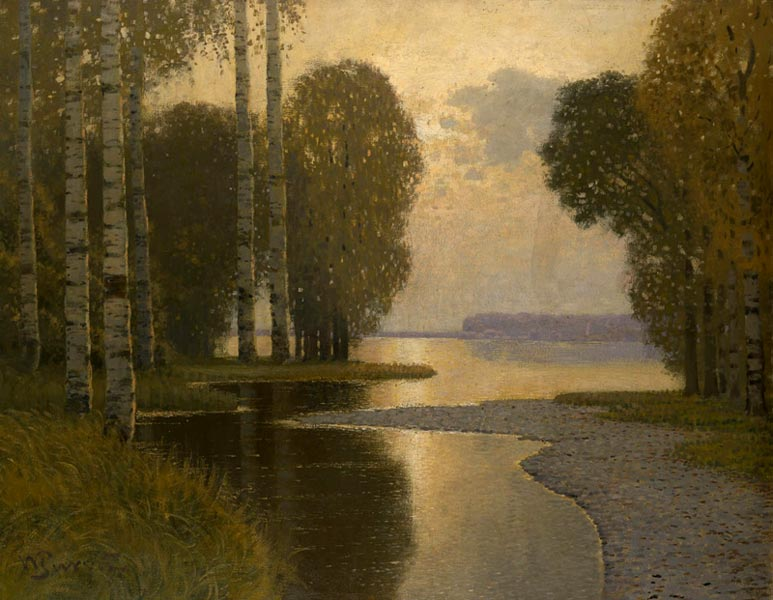
Paysage avec les bouleaux 1910
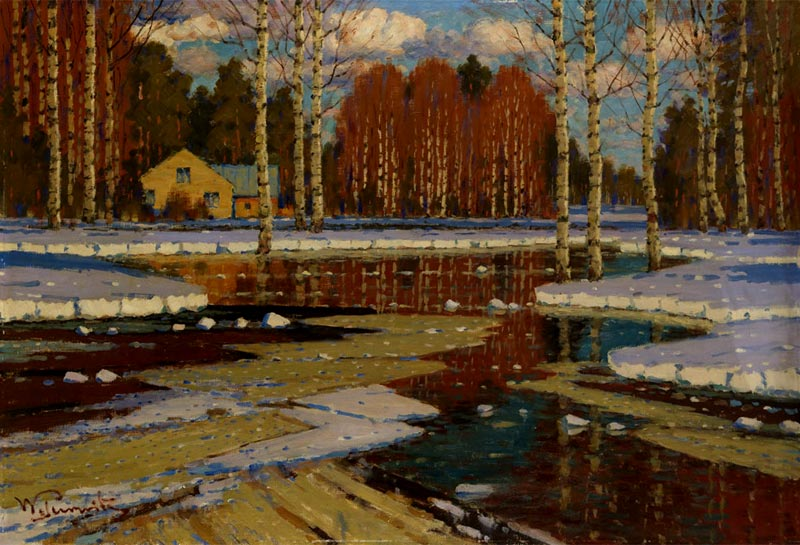
Printemps, mars 1930
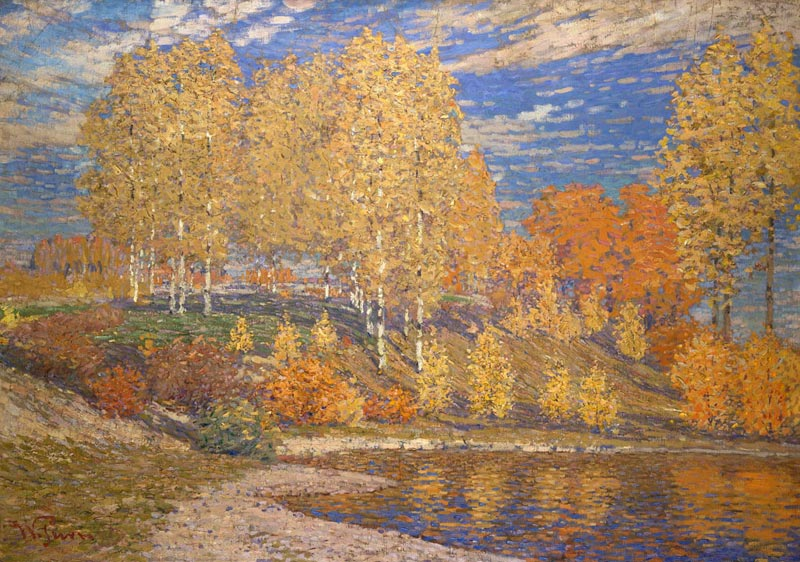
Soleil d'automne 1909
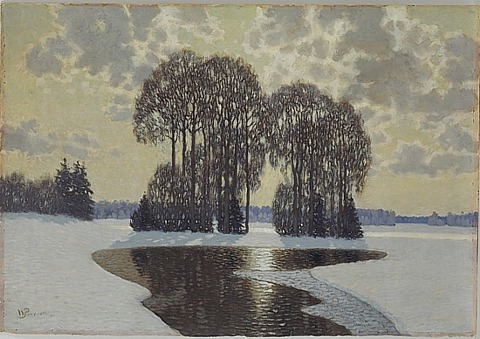
Hiver 1910
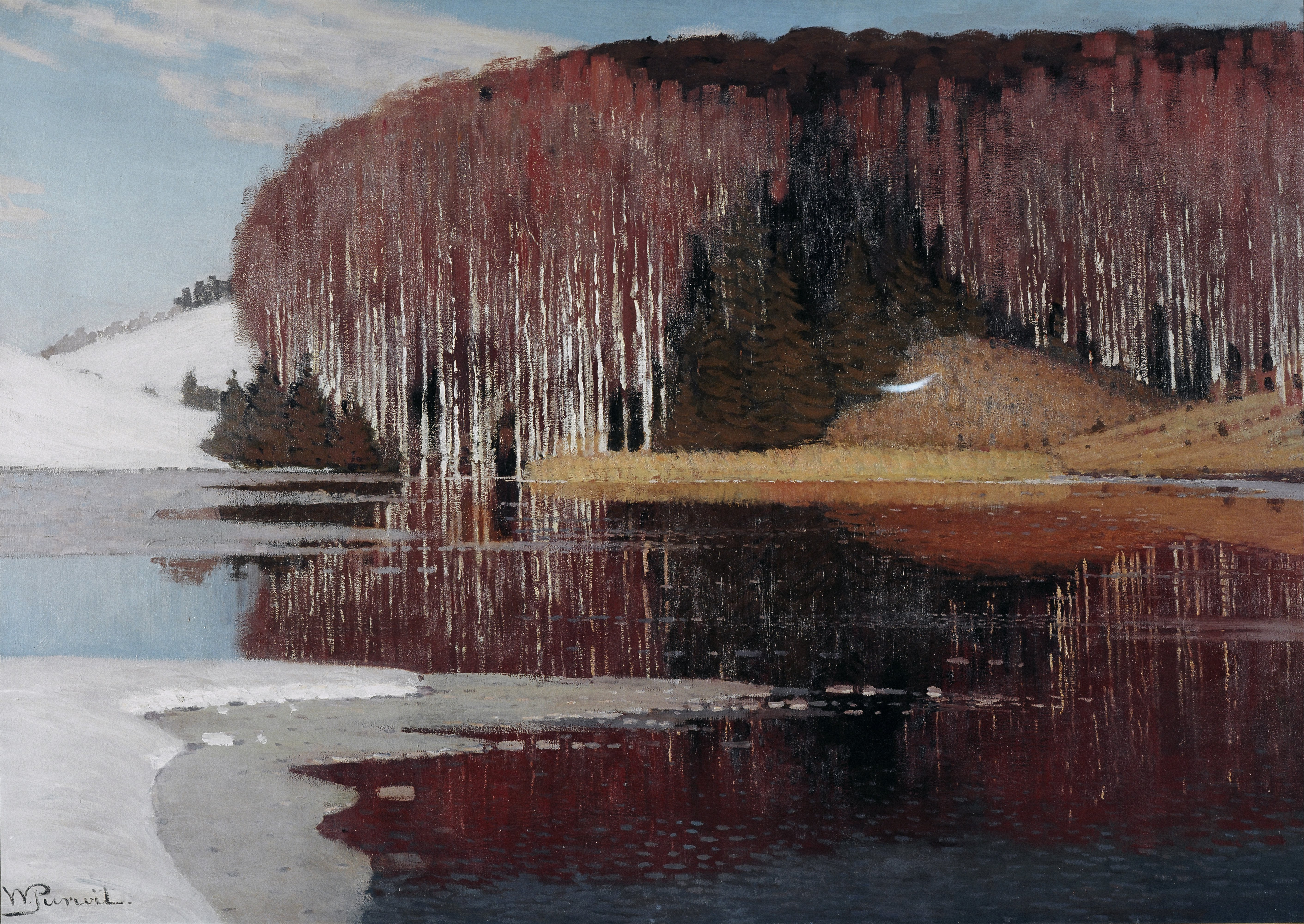
Crue de printemps 1910